# Де Аморес, Гильермо
Гильермо Рафаэль де Аморес Равело (исп. Guillermo Rafael de Amores Ravelo; род. 19 октября 1994, Сан-Хасинто, Канелонес) — уругвайский футболист, вратарь «Ланус».

## Биография

### Клубная карьера
Де Аморес — воспитанник столичного клуба «Ливерпуль». 4 декабря 2011 года в матче против «Насьоналя» он дебютировал в уругвайской Примере, заменив получившего травму Матиаса Кастро.
В январе 2018 года де Аморес перешёл в бразильский «Флуминенсе». Уругваец покупался на перспективу, однако тренер Абел Брага не доверял Гильермо, и в первые полгода тот даже редко тренировался с основой. После прихода Марсело де Оливейры ситуация стала улучшаться, однако в конце года во время одной из тренировок де Аморес повредил мениск. Врачи в Испании выявили у уругвайца травматический оссифицирующий миозит. За 2019 год он перенёс четыре операции. В конце года его контракт с «Флуминенсе» закончился — в итоге де Аморес не сыграл за «трёхцветных» ни одной минуты.
В 2020 году вернулся в Уругвай, где начал реанимировать свою карьеру в «Фениксе». С 2021 года выступает в «Депортиво Кали», которому в первый же сезон помог стать чемпионом Колумбии (Финалисасьон).

### Международная карьера
В 2011 году Гильермо в составе юношеской сборной Уругвая принял участие в юношеском чемпионате Южной Америки в Эквадоре. На турнире он сыграл в матче против Перу. В том же году де Аморес завоевал серебряные медали юношеского чемпионата мира в Мексике, но там был запасным и на поле не вышел.
В конце декабря 2012 года Гильермо был включен в заявку сборной Уругвая на участие в молодёжном чемпионате Южной Америки. На турнире он сыграл в матчах против Перу, Венесуэлы, Колумбии, Чили, Парагвая и дважды Эквадора.
Летом того же года Гильермо помог молодёжной сборной Уругвая завоевать серебряные медали молодёжного чемпионата мира в Турции. На турнире он сыграл в матчах против команд Хорватии, Новой Зеландии, Испании, Ирака, Узбекистана, Нигерии и Франции. По итогам турнира де Аморес был признан лучшим вратарём соревнований.
В 2015 году Гильермо стал победителем Панамериканских игр в Канаде. На турнире он сыграл в матчах против Тринидада и Тобаго, Парагвая, Бразилии и дважды Мексики.

## Достижения
Командные
- Чемпион Колумбии: Финалисасьон 2021
- Победитель Второго дивизиона Уругвая: 2014/15
- Серебряный призёр юношеского чемпионата мира: 2011
- Серебряный призёр молодёжного чемпионата мира: 2013
- Чемпион Панамериканских игр: 2015

Личные
- Лучший вратарь молодёжного чемпионата мира: 2013